# 262. strelska divizija (ZSSR)
262. strelska divizija (izvirno rusko 262. стрелковая дивизия; kratica 262. SD) je bila strelska divizija Rdeče armade v času druge svetovne vojne.

## Zgodovina
Divizija je bila ustanovljena julija 1941 v Vladimirju.